# Isländische Fußballmeisterschaft 1964
Die isländische Fußballmeisterschaft 1964 war die 53. Spielzeit der höchsten isländischen Fußballliga. Die Liga begann am 20. Mai 1964 und endete mit den letzten Spielen am 27. September 1964.
Es nahmen sechs Mannschaften am Bewerb teil, der in einer einfachen Hin- und Rückrunde ausgetragen wurde. Der Titel ging zum ersten Mal an ÍB Keflavík.

## Abschlusstabelle
| Pl. | Verein              | Sp. | S | U | N | Tore    | Quote | Punkte |
| --- | ------------------- | --- | - | - | - | ------- | ----- | ------ |
| 1.  | ÍB Keflavík         | 10  | 6 | 3 | 1 | 025:130 | 1,92  | 15:50  |
| 2.  | ÍA Akranes          | 10  | 6 | 0 | 4 | 027:210 | 1,29  | 12:80  |
| 3.  | KR Reykjavík (M, P) | 10  | 4 | 3 | 3 | 016:150 | 1,07  | 11:90  |
| 4.  | Valur Reykjavík     | 10  | 3 | 2 | 5 | 019:240 | 0,79  | 08:12  |
| 5.  | Fram Reykjavík      | 10  | 2 | 3 | 5 | 016:200 | 0,80  | 07:13  |
| 6.  | Þróttur Reykjavík   | 10  | 2 | 3 | 5 | 014:240 | 0,58  | 07:13  |

| (M) | amtierender isländischer Meister     |
| (P) | amtierender isländischer Pokalsieger |
| (N) | Neuaufsteiger                        |

### Kreuztabelle
Die Kreuztabelle stellt die Ergebnisse aller Spiele dieser Saison dar. Die Heimmannschaft ist in der ersten Spalte aufgelistet, die Gastmannschaft in der obersten Reihe. Die Ergebnisse sind immer aus Sicht der Heimmannschaft angegeben.
| 1964              | Fram Reykjavík | Þróttur Reykjavík | ÍA Akranes | ÍB Keflavík | KR Reykjavík | VAL |
| Fram Reykjavík    |                | 1:0               | 2:3        | 0:0         | 0:0          | 0:0 |
| Þróttur Reykjavík | 2:1            |                   | 2:7        | 1:2         | 2:2          | 4:2 |
| ÍA Akranes        | 1:4            | 3:1               |            | 1:3         | 4:2          | 3:1 |
| ÍB Keflavík       | 6:5            | 0:0               | 2:0        |             | 1:1          | 5:1 |
| KR Reykjavík      | 1:0            | 4:0               | 1:4        | 3:2         |              | 0:1 |
| Valur Reykjavík   | 7:3            | 2:2               | 3:1        | 1:4         | 1:2          |     |

## Abstiegsplayoff
Da die beiden letztplatzierten Teams nach Ablauf der regulären Saison punktegleich waren, wurde der Absteiger in einem Playoff ermittelt, welches Fram Reykjavík für sich entscheiden konnte, sodass schließlich Þróttur Reykjavík absteigen musste.
| Paarung  | Fram Reykjavík – Þróttur Reykjavík |
| Ergebnis | 4:1                                |
| Datum    | 19. September 1964                 |
| Stadion  | Laugardalsvöllur, Reykjavík        |
| Tore     | unbekannt                          |

## Torschützen
Die folgende Tabelle gibt die besten Torschützen der Saison wieder.
| Rang | Tore | Spieler               | Verein            |
| ---- | ---- | --------------------- | ----------------- |
| 1.   | 10   | Eyleifur Hafsteinsson | ÍA Akranes        |
| 2.   | 09   | Hermann Gunnarson     | Valur Reykjavík   |
| 3.   | 08   | Ellert B. Schram      | KR Reykjavík      |
| 4.   | 07   | Haukur þorvalðsson    | Þróttur Reykjavík |